# 크리스 마르케
크리스 마르케르(Chris Marker, 프랑스어 발음: [maʁkɛʁ], 영어: 크리스 마커, 1921년 7월 29일 ~ 2012년 7월 29일)는 프랑스의 작가, 사진가, 다큐멘터리 영화 감독, 멀티미디어 예술가, 영화수필가이다. 영화 《환송대》(1962), 《붉은 대기》(1977), 《태양 없이》(1983) 등이 잘 알려져 있다.

## 작품

### 영화
- 환송대 (1962)
- 붉은 대기 (1977)
- 태양 없이 (1983)

### 영화 협업
- 밤과 안개 (1956)

### 디지털 프린트
- Breathless (1995, printed 2009)
- Hiroshima Mon Amour (1995, printed 2009)
- Owl People (1995, printed 2009)
- Rin Tin Tin (1995, printed 2009)